# Ulixoides corniger
Ulixoides corniger är en insektsart som beskrevs av Haupt 1918. Ulixoides corniger ingår i släktet Ulixoides och familjen sköldstritar. Inga underarter finns listade i Catalogue of Life.